# 李翔 (嘉靖進士)
李翔（1479年—1543年），字舉南，廣東廣州府新會縣潮連鄉人，軍籍。

## 生平
治《易經》，行四，正德二年（1507年）丁卯科廣東鄉試第二十六名舉人，年四十五歲中式嘉靖二年（1523年）癸未科會試第八十三名，第三甲第二百五十名進士。授衢州府推官，擢升主事。官至福建邵武府知府，嘉靖十一年（1532年）正月考察留用。

## 家族
曾祖李秋華；祖父李弗疑；父李得祐，壽官。母盧氏。慈侍下。兄李翰，學錄；李翊；李翹。